# Coupe du monde d'improvisation
La coupe du monde d'improvisation est une épreuve francophone internationale d'improvisation théâtrale dans laquelle chaque pays est représenté par une équipe de cinq personnes (un coach, deux joueuses, deux joueurs). Les équipes doivent improviser de 30 secondes à 20 minutes selon des thèmes et conditions tirés au sort par un arbitre selon le concept du match d'improvisation déposé par Robert Gravel et Yvon Leduc. Le public vote ensuite pour la prestation qu'il a préférée.
L'organisation et le choix des équipes est variable car aucune fédération ne peut prétendre rassembler toutes les équipes de son pays.
La première coupe du monde d’improvisation se déroule en 1985 à Montréal et à Québec, et réunit dans un tournoi la Belgique, la France, le Québec et la Suisse.

## Palmarès
Le palmarès de la Coupe du monde "originelle" (c'est-à-dire à laquelle participe le LNI) est le suivant :

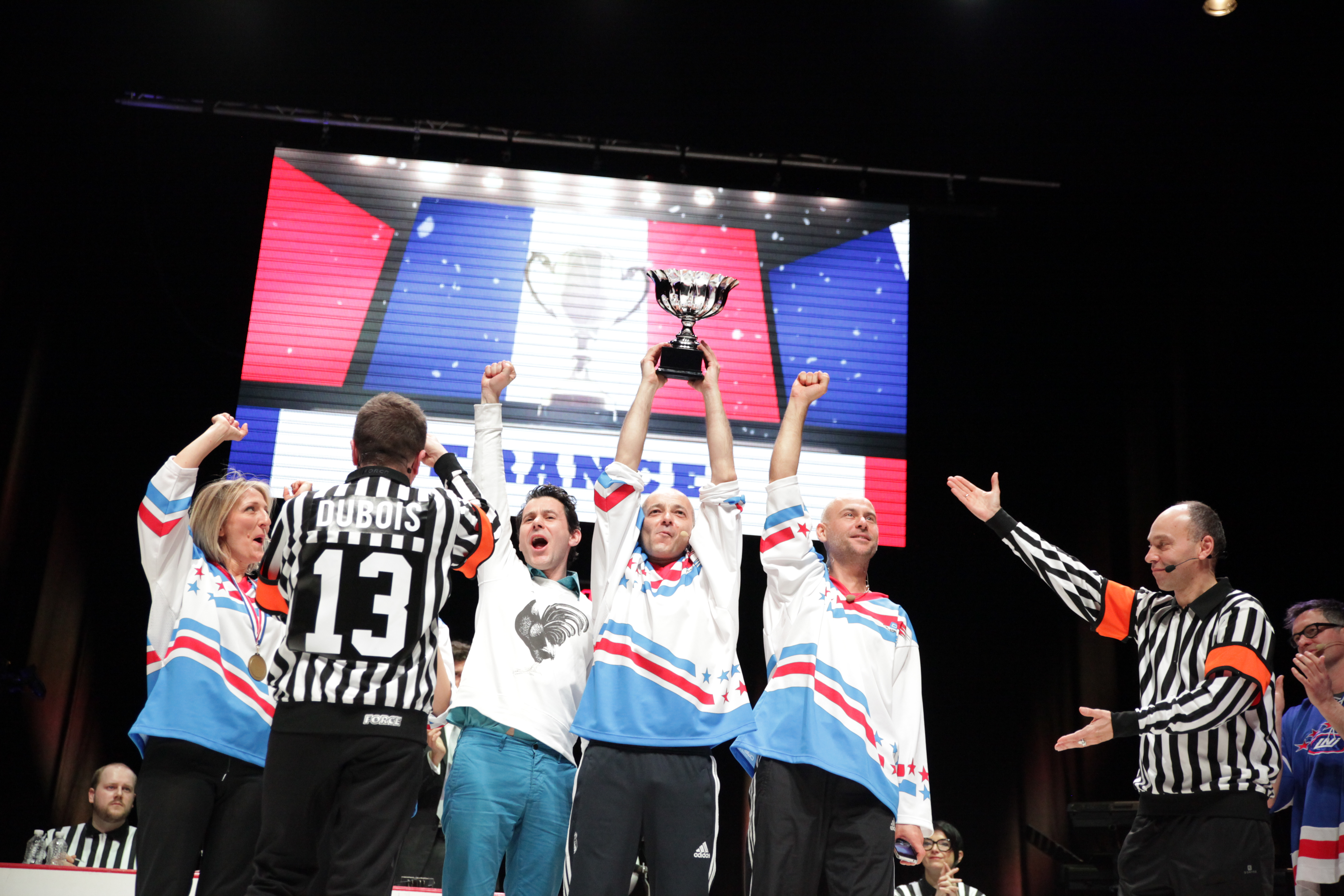
Finale coupe du Monde 2015 - Paris - Remise de la coupe

- Finale coupe du Monde 2015 - Paris - Remise de la coupe1985 : 1re coupe au Canada (plaquette du mondial 1985), le Québec bat la France, finale à l'université du Québec à Montréal
- 1986 : 2e coupe en France, la France bat le Québec, finale au Bataclan de Paris
- 1988 : 3e coupe en Suisse, le Québec bat la Suisse
- 1990 : 4e coupe en Belgique, la Belgique bat le Québec[3]
- 1992 : 5e coupe au Canada, le Québec bat la Belgique, finale au Spectrum de Montréal
- 1998 : 6e coupe en France, l'Italie bat le Québec, finale à Marcq en Baroeul
- 2001 : 7e coupe en France, la France bat le Québec, finale à Grenoble
- 2006 : 8e coupe en France, la France bat la Belgique, finale à Nantes
- 2015 : 9e coupe en France, la France bat le Québec, finale à L'Olympia de Paris[4]
- 2024 : 10e coupe du monde en Belgique, le Québec bat la Belgique, finale à l'Aula Magna de Louvain la Neuve[5]

D'autres coupes du monde « non-officielles » ont depuis vu le jour:
- 2009 : la Belgique bat le Québec (tournoi présenté en Belgique)
- 2013 : le Québec bat la Belgique (tournoi présenté en Belgique)
- 2014 : le Quebec bat la Suisse (tournoi présenté en Suisse), finale à L'Illiade
- 2016 : la Suisse bat le Québec (tournoi présenté au Québec), finale au Café Campus
- 2017 : la Belgique bat la Suisse (tournoi présenté en Belgique), finale au théâtre Saint-Michel
- 2018 : le Québec bat la Suisse (tournoi présenté en Suisse), finale au théâtre du Léman
- 2019 : le Québec bat la Suisse (tournoi présenté en France), finale à L'Illiade

La notion de coupe du monde est toute relative, tout comme celle d'équipe nationale ou de championnat national d'improvisation, car aucune ligue ne regroupe l'ensemble des joueurs d'un pays. Il s'agit le plus souvent d'une association plus dynamique que les autres qui s'intitule équipe de France, Québec, Belgique, Suisse, etc. le temps d'un tournoi. De même, il existe des tournois amateurs et d'autres professionnels et certains encore qui mélangent des joueurs et joueuses amateurs et professionnels.
Cependant, il existe des équipes qui sont des sélections des meilleurs joueurs et joueuses d'une organisation large. Par exemple l'équipe nationale belge amateure est composée d'une sélection de membres de diverses équipes appartenant toutes à la Fédération belge d'improvisation amateur (FBIA). L'équipe québécoise de la LNI est une sélection de joueurs et joueuses issus des rangs de la LNI, qui elle même est une sélection des meilleurs joueurs du pays. L'équipe de France professionnelle regroupe des joueurs issus des différentes ligues de France, et qui ont été sélectionnés.
De 1998 à 2010 (dates à vérifier) le festival Juste pour rire a organisé un mini-mondial à Montréal (Québec) et en 2006 à Nantes (France). Ce tournoi est composé des équipes du Québec, de Belgique, de France, de Suisse et à quelques reprises de l'Italie. Les équipes sont constituées de quatre joueurs et un entraineur sur un format adapté du match d'improvisation, pour la télévision.